# ゆめぐりゆりめぐり
『ゆめぐりゆりめぐり』は、はづきによる日本の漫画作品。一迅社の『コミック百合姫』にて2019年6月号から2021年4月号にかけて連載された。

## 概要
高校1年生で同じクラスであるつばき・ひよりと、4歳差で姉妹のように仲良しな凪・夕夏の4人を中心に、各地の温泉地をめぐりながらお互いの仲を深め合っていく日々を描く。
本作品は原作者の出身地である静岡県が舞台となっており、実在のお店や施設などがモチーフとして描かれている。

## 登場人物
松川 つばき（まつかわ つばき）
本作の主人公。高校1年生の15歳。超ポジティブな性格をしており、押せ押せな性格をしている。初対面のひよりに対して「運命の出会いかも!?」と言って『変な人』とドン引きされたり、「一緒に温泉巡りしよう」と言って逃げられたりしていた。
荻野 ひより（おぎの ひより）
本作のヒロイン。つばきと同じ高校1年生の15歳。絵を描くのが趣味。人見知りな性格をしているが、ひよりと出会ったことをきっかけに少しずつ心を開くようになる。
宇佐美 凪（うさみ なぎ）
高校3年生。放課後は喫茶店を手伝っている。背が低いため実際より年下に見られることが多く、特に夕夏からからかわれることが多い。
梅園 夕夏（うめぞの ゆうか）
中学2年生。4人の中で一番年下であるが、年齢より大人びて見え、またみんなを賑やかにしてくれる存在である。
荻野 あんり（おぎの あんり）
ひよりの妹。つばきとひよりの仲をからかう事が多い。

## 書誌情報
- はづき 『ゆめぐりゆりめぐり』 一迅社〈百合姫コミックス〉、全4巻
  1. 2019年10月1日発行（2019年9月18日発売[2]）、ISBN 978-4-7580-7980-8
  2. 2020年5月1日発行（2020年4月16日発売[3]）、ISBN 978-4-7580-2108-1
  3. 2020年11月1日発行（2020年10月16日発売[4]）、ISBN 978-4-7580-2173-9
  4. 2021年5月1日発行（2021年4月16日発売[5]）、ISBN 978-4-7580-2241-5